# Isopedella gibsandi
Isopedella gibsandi là một loài nhện trong họ Sparassidae.
Loài này thuộc chi Isopedella. Isopedella gibsandi được Arthur Stanley Hirst miêu tả năm 1993.